# Heiko Braak
Heiko Braak (ur. 16 czerwca 1937 w Kilonii) – niemiecki anatom i patolog.
Heiko Braak studiował medycynę w Hamburgu, Berlinie i w Kilonii. Jest profesorem w Instytucie Neuroanatomii Klinicznej we Frankfurcie nad Menem. We wczesnym etapie kariery naukowej badał ośrodkowy układ nerwowy ryb chrzęstnoszkieletowych. Opisał u gatunku Chimaera monstrosa strukturę anatomiczną określaną jako organon vasculare praeopticum. Badał też kompleks części nerwowej przysadki u Etmopterus spinax (Spinax niger). Później zajmował się anatomią prawidłową i patologiczną układu nerwowego człowieka, zwłaszcza kory mózgowej. Badał chorobę Alzheimera i wprowadził podział choroby na sześć stadiów patoanatomicznych, znanych jako stadia Braaka, w oparciu o rozmieszczenie zmian neurofibrylarnych w mózgowiu. Podobną klasyfikację opracował dla idiopatycznej postaci choroby Parkinsona. Jako pierwszy opisał otępienie z ziarnami argentofilnymi. Jedna z metod barwienia preparatów neuropatologicznych nazywana jest metodą Gallyasa-Braaka.
Braak jest synem filologa Ivo Braaka (1906–1991) i bratem reżysera teatralnego Kaia Braaka. W 2018 odznaczony Krzyżem Komandorskim Orderu Zasługi Republiki Federalnej Niemiec.